# 天明大火
天明大火（てんめいの たいか）是指天明8年1月30日（1788年3月7日）日本京都發生之大火災。

## 概述
天明大火是京都史上最大規模火災、御所・二條城・京都所司代等要所都遭到燒毀、当時京都市街80%以上都成為灰燼。天明大火與寶永大火、元治大火（禁門之變）並稱為「（近世）京都三大火災」。